# Верхоярівка
Верхоя́рівка —  село в Україні, у Пирятинській міській громаді Лубенського району Полтавської області. Населення становить 241 осіб. Колишній орган місцевого самоврядування — Пирятинська міська рада.

## Географія
Село Верхоярівка розміщене між містом Пирятин та селом Калинів Міст (0,5 км). Поруч проходять автомобільна дорога Т 2501 та залізниця, станція Сосинівка за 3 км.

Верхоярівка у 2016 році
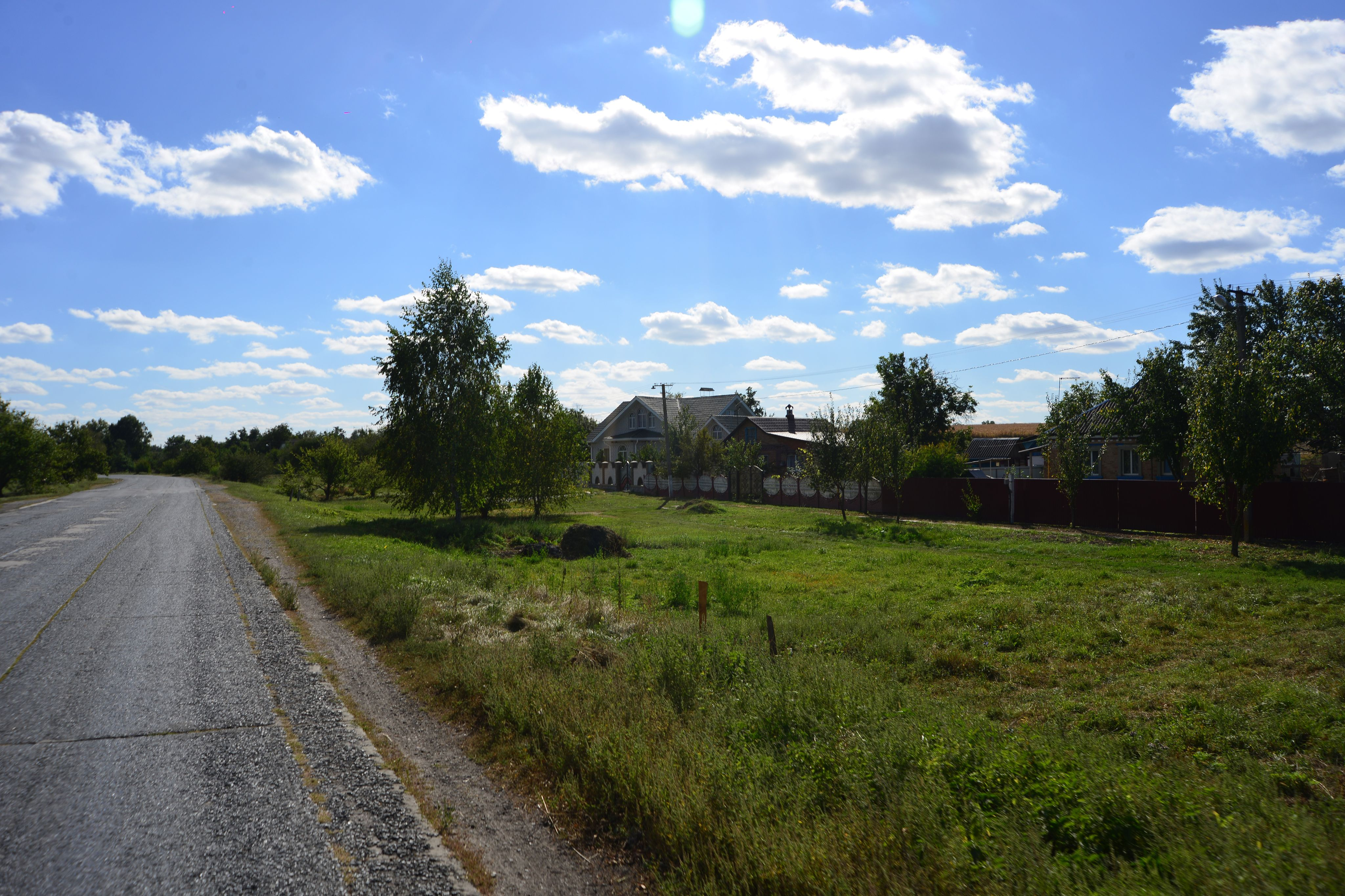
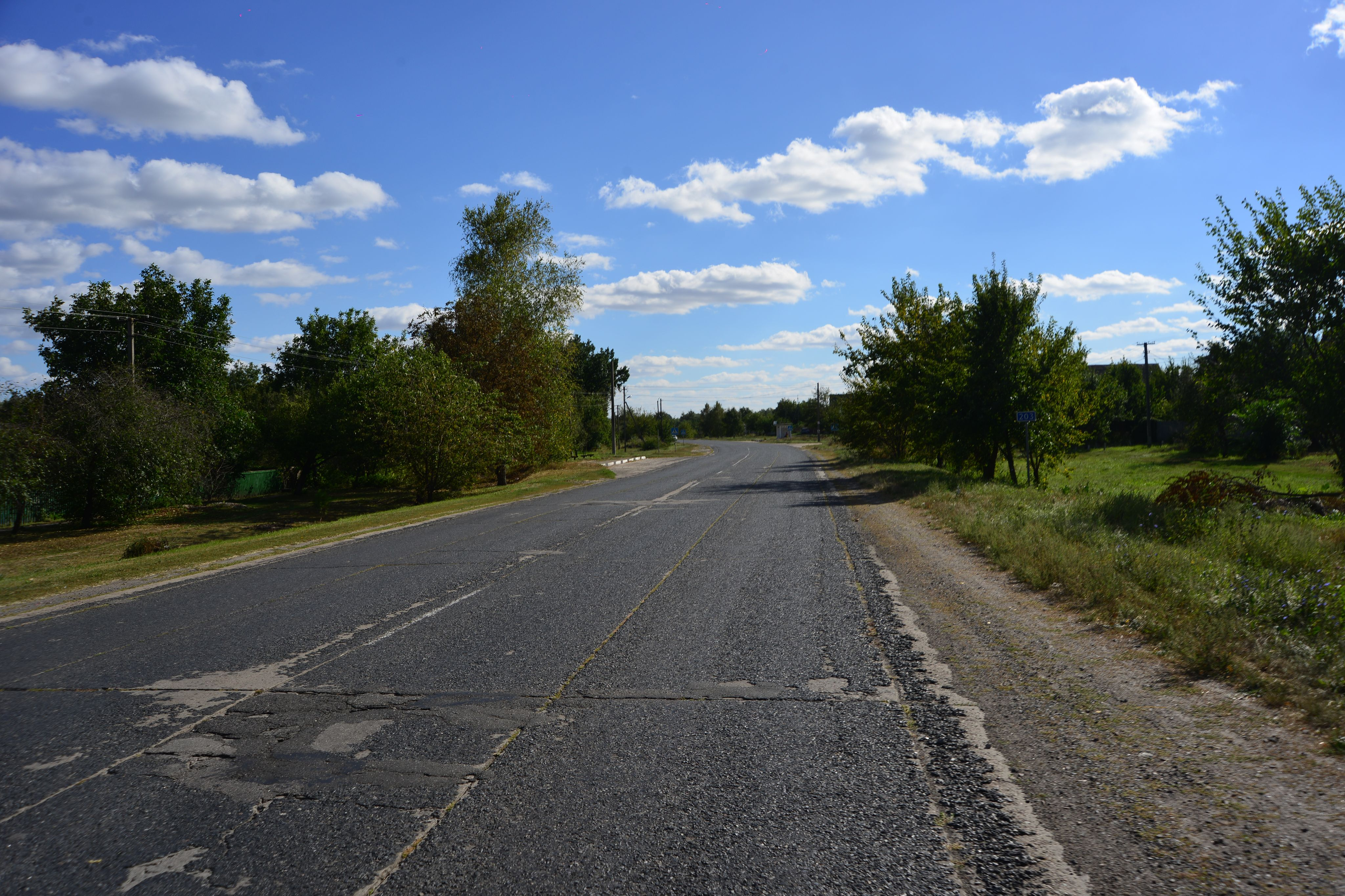
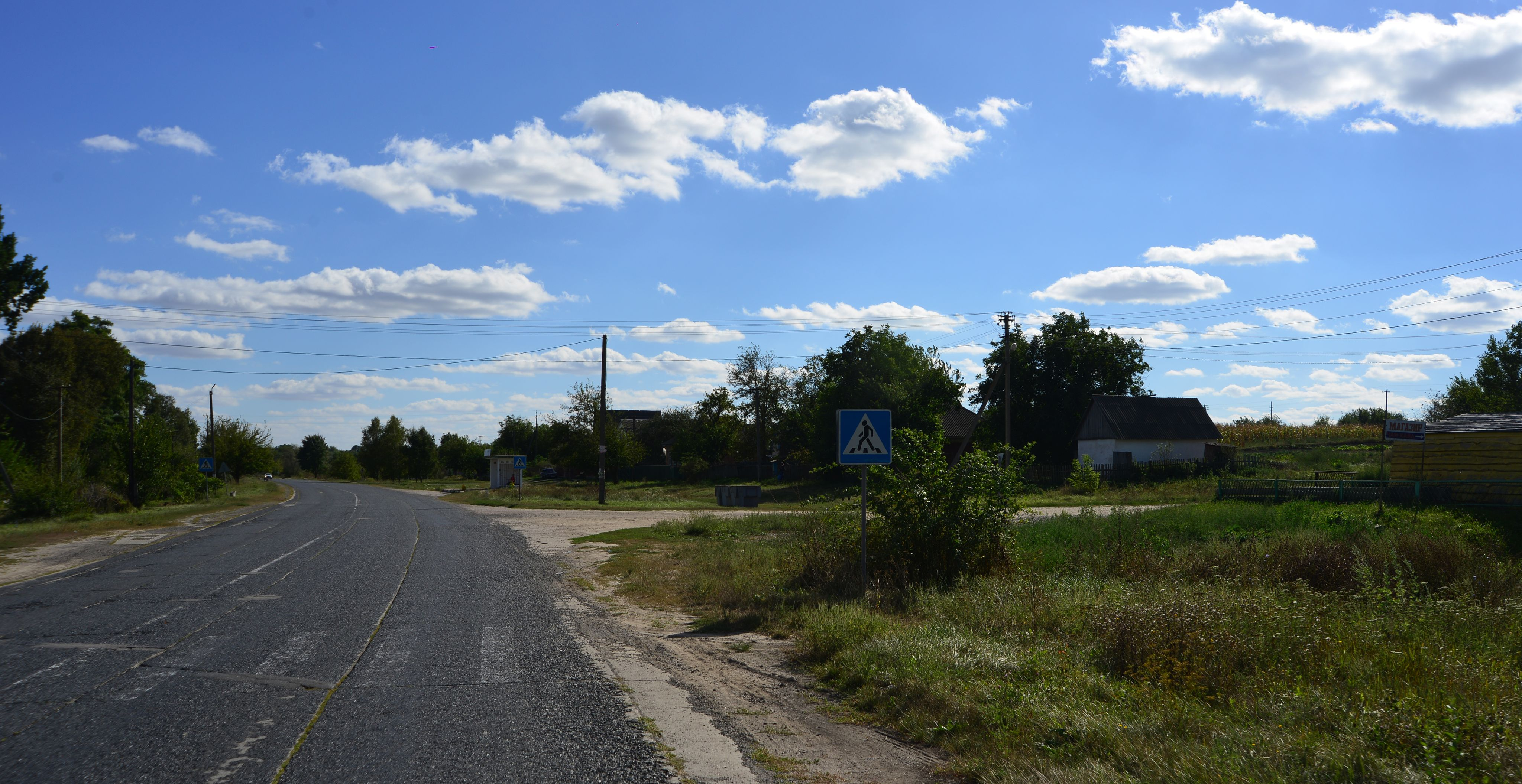

## Історія
На детальній карті Російської імперії та прилеглих іноземних володінь село вказується у 1816 році як хутір Ланченських 
12 червня 2020 року, відповідно до розпорядження Кабінету Міністрів України № 721-р «Про визначення адміністративних центрів та затвердження територій територіальних громад Полтавської області», село увійшло до складу Пирятинської міської громади.
19 липня 2020 року, в результаті адміністративно - територіальної реформи та ліквідації Питятинського району, село увійшло до складу новоутвореного Лубенського району.

## Населення
Згідно з переписом УРСР 1989 року чисельність наявного населення села становила 263 особи, з яких 112 чоловіків та 151 жінка.
За переписом населення України 2001 року в селі мешкало 238 осіб.

### Мова
Розподіл населення за рідною мовою за даними перепису 2001 року:
| Мова       | Відсоток |
| ---------- | -------- |
| українська | 95,02 %  |
| російська  | 4,98 %   |